# 새댁 (드라마)
《새댁》은 1983년 3월 8일부터 1983년 10월 29일까지 방영된 MBC 아침 드라마이다.
한편, 1981년 9월 19일 《포옹》이 끝난 후 1년 반만에 아침 드라마가 재개되었으나 노인 묘사에 문제가 많았다는 지적을 샀고 문공부로부터 "아침드라마가 생활 시간대와 맞지 않는다"는 지적을 받자, 결국 1983년 가을 개편으로 폐지되었다.
그 후 7년이라는 세월이 흐른 1990년 봄에 《사랑해 당신을》로 재개되기까지 아침 드라마 방영 자체를 취소시켰다.

## 등장 인물
- 고두심, 오미연, 윤순홍, 이은경, 정승현, 남능미